# Ägäischer Nacktfinger
Der Ägäische Nacktfinger (Mediodactylus kotschyi, Syn.: Cyrtodactylus kotschyi, Cyrtopodion kotschyi) ist ein Gecko aus der Gattung Mediodactylus.

## Aussehen
Die Gesamtlänge des Ägäischen Nacktfingers beträgt 9–13 Zentimeter. Der Schwanz misst dabei in etwa das 1,4fache der Kopf-Rumpf-Länge. Innerhalb kurzer Zeit kann der kleine Gecko seine Hautfarbe durch physiologischen Farbwechsel verändern. Seine Grundfarbe wechselt dabei zwischen schwarzen, grauen, gelblichen, rotbraunen und braunen Tönen. Über den Rücken verläuft ein Muster aus dunklen Querbinden, das mal mehr und mal weniger deutlich erscheint. An den Zehenspitzen trägt er Krallen, keine Haftlamellen. Dennoch ist er in der Lage an senkrechtem Gestein (etwa Felsen oder Hauswänden) geschickt zu klettern. Die großen Augen tragen eine senkrecht geschlitzte Pupille, die sich bei Dunkelheit zu einem Oval dehnt. Der Schwanz kann bei Gefahr abgeworfen werden und wächst daraufhin kegelförmig nach (Autotomie, auch bei anderen Reptilien verbreitet).

## Verbreitung und Lebensraum

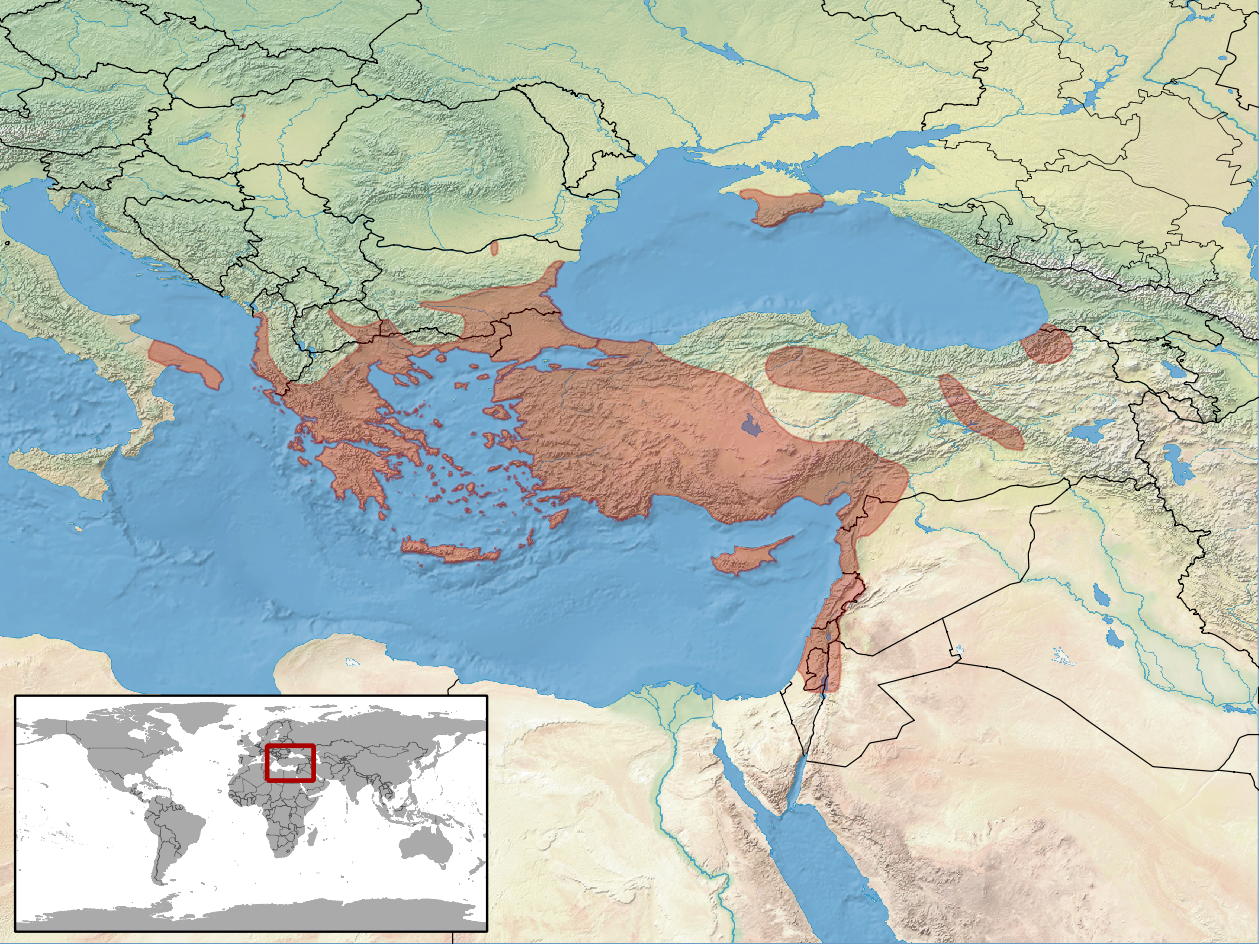
Verbreitungsgebiet

In Europa kommt die Art von Albanien (entlang der Küstenregion), über Griechenland und Nordbulgarien bis in die Türkei vor. Der Großteil der ägäischen Inseln wird besiedelt. Ein isoliertes Vorkommen existiert in Süditalien. Weiter zieht sich die Verbreitung durch weite Teile Kleinasiens bis nach Syrien. Ob die in der Ukraine am Südrand der Schwarzmeerküste verbreiteten Nacktfinger tatsächlich dieser Art zuzuordnen sind, bedarf weiterer Untersuchungen.

## Fortpflanzung
Mehrmals jährlich werden je zwei Eier abgesetzt.

## Ernährung
Die Nahrung besteht aus Insekten, Spinnentieren und andere Wirbellosen.